# Heinrich Traun

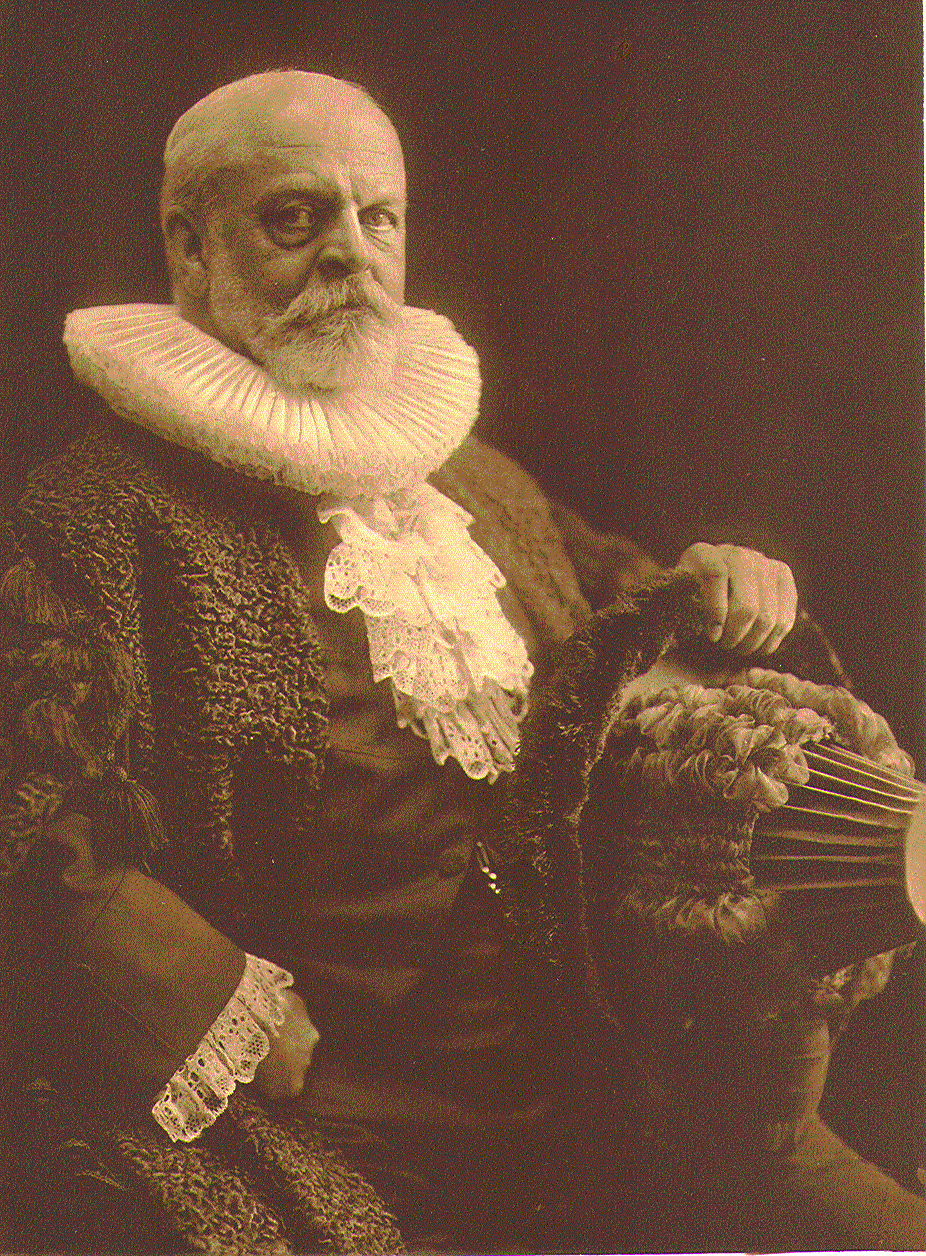
Heinrich Traun 1905

Heinrich Traun (* 8. Mai 1838 in Hamburg; † 10. September 1909 ebenda) war ein Hamburger Fabrikant und Sozialpolitiker. Von 1901 bis 1908 war er Hamburger Senator.

## Herkunft
Traun stammt aus sehr wohlhabendem Hause, seine Mutter Bertha geb. Meyer (1818–1863) war eine Tochter des Industriellen Heinrich Christian Meyer. Sie musste im Alter von 16 Jahren Friedrich Traun, der später ein enger Mitarbeiter ihres Vaters wurde, heiraten. Aus der Ehe gingen sechs Kinder hervor. 1851 trennte sich Bertha von Friedrich Traun und zog mit ihren jüngsten drei Kindern nach London. Dort heiratete sie im selben Jahr Johannes Ronge, den Gründer der Freireligiösen Bewegung, den sie 1846 kennengelernt hatte.

## Leben und Politik

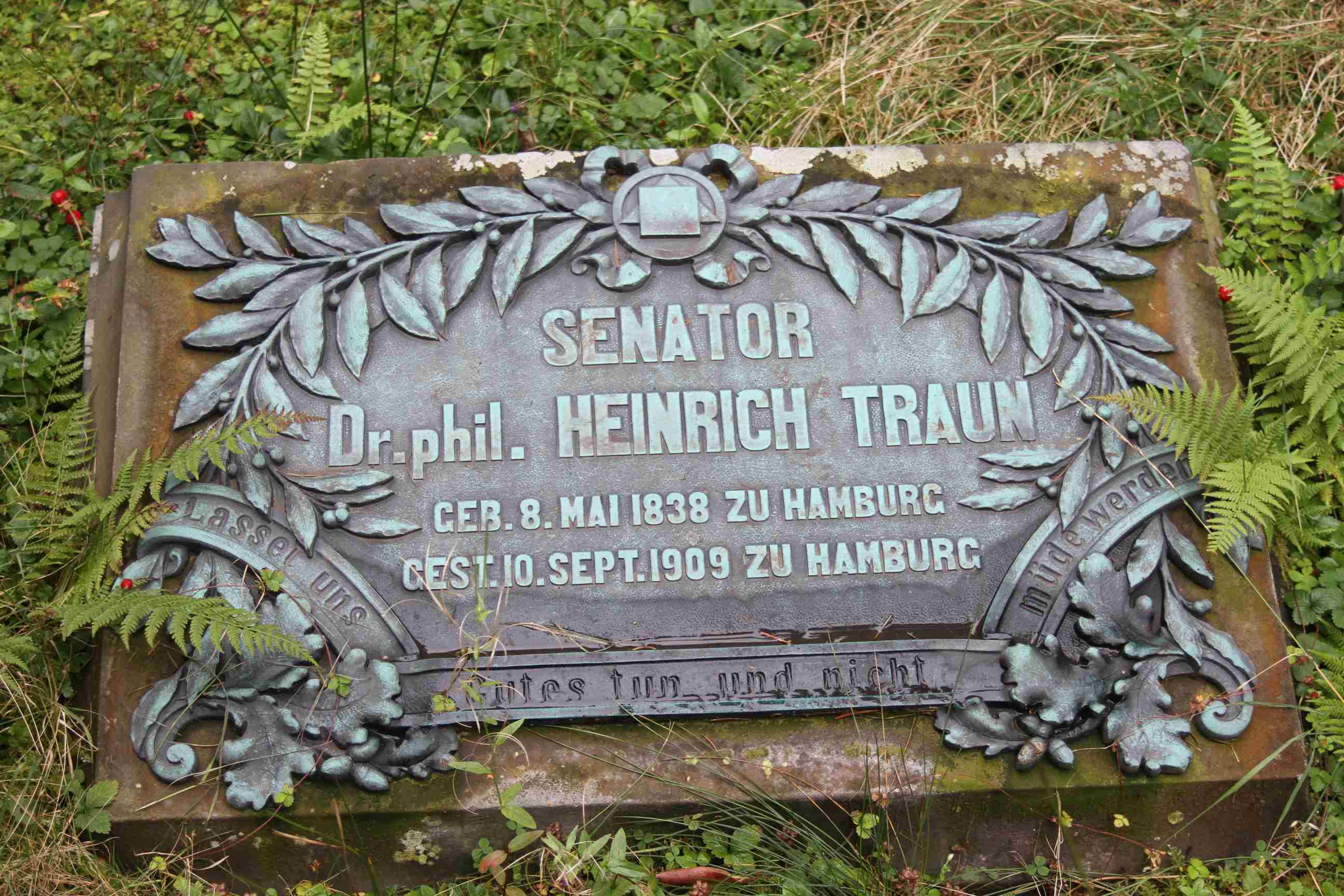
Grabstein von Heinrich Traun auf dem Friedhof Ohlsdorf

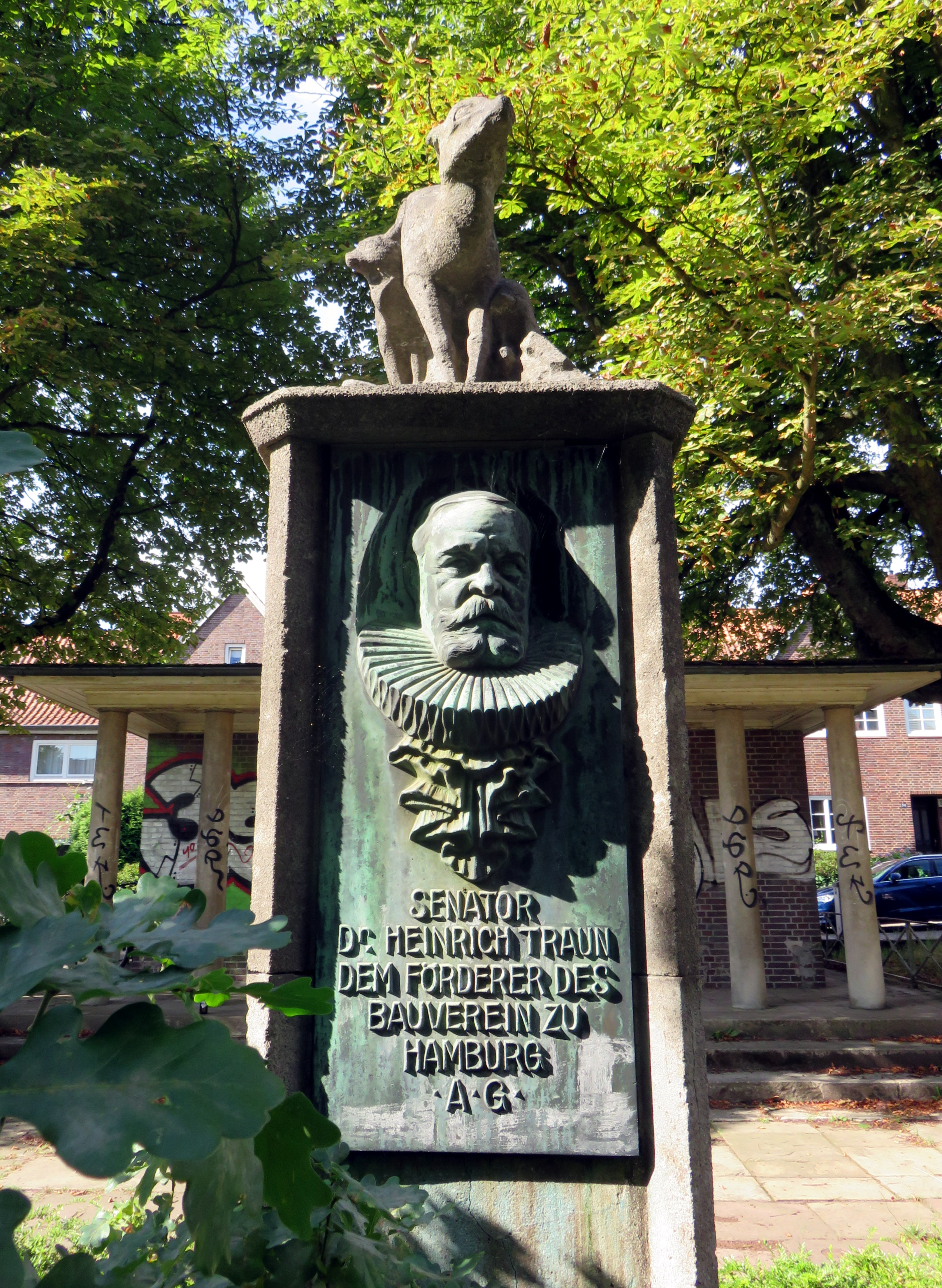
Gedenkstele Heinrich–Traun–Platz, Hamburg–Fuhlsbüttel

Traun ging in Hamburg zur Schule und nach einem Studium zum Dr. phil. trat er in die von seinem Vater Friedrich Traun und Heinrich Adolph Meyer geführte Harburger Gummi-Kamm-Compagnie ein. 1864 gründete Heinrich Adolph Meyer ein eigenes Geschäft. Nachdem 1870 zwei leitende Mitglieder die Harburger Gummi-Kamm-Compagnie verlassen hatten und die New-York Hamburger Gummi-Waaren Compagnie gegründet hatte, übernahm Traun 1878 alle Anteile der Harburger Gummi-Kamm-Compagnie und nannte die Firma später in Dr. Heinrich Traun Gummiwaren um. Die Firma war sehr erfolgreich und hatte 1910 ca. 2.400 Angestellte.
1901 überließ Traun die Geschäftsführung seinen Söhnen, die Firma wurde in Heinr. Traun & Söhne umbenannt.
Neben seiner erfolgreichen Industriellen Tätigkeit war Traun auch als Sozialpolitiker aktiv. In seiner Firma wurden seinen Arbeitern mehr Sozialleistungen gewährt, als damals üblich waren. Seit den siebziger Jahren gab es beispielsweise eigene Kranken- und Sterbekassen. Daneben bemühte sich Traun um die Verbesserungen der Wohnungssituation für Geringverdiener, er war dabei im Hamburger Bau- und Sparverein, einer 1893 gegründeten gemeinnützigen Wohnungsbaugenossenschaft engagiert. Außerdem war Traun Gründer des Hamburger Volksheim nach dem Konzept der englischen Toynbee Hall. Eng mit dem Volksheim Bildungsprojekt verbunden war seine Förderung des evangelischen Sozialarbeiters und Rassentheoretikers Walther Classen. Wegen dieses Volksheim-Engagements wurde Traun später in den Senat gewählt. 1893 führte er für Arbeiterinnen und Arbeiter Turnkurse ein. Daraus entstand die „Turnerschaft Armin“. Viele Beschäftigte nahmen das meist kostenlose Angebot gern an. Auch seine Schwägerin Antonie Traun engagierte sich in der Frauenbewegung stark für Angehörige der Arbeiterschaft.
1873 wurde Traun in die Hamburgische Bürgerschaft gewählt, der er bis 1877 angehörte. Am 1. Februar 1901 wurde Traun in den Senat gewählt. Er war bis zu seiner Pensionierung am 10. Januar 1908 Senator.
Sein Sohn Friedrich Adolf Traun war der erste deutsche Olympiamedaillengewinner bei den Olympischen Sommerspielen 1896 in Athen, er siegte beim Herrendoppel im Tennis.
Heinrich Traun wurde im Bereich der Familiengrabstätte unterhalb Kapelle 7 auf dem Friedhof Ohlsdorf in Hamburg beigesetzt.
Im Hamburger Stadtteil Fuhlsbüttel erinnern die Heinrich–Traun–Straße und der Heinrich–Traun–Platz an den Senator und „Förderer des Bauvereins zu Hamburg“ (Inschrift unter der Büste auf dem Heinrich-Traun-Platz).